# 실존주의는 휴머니즘이다
⟪실존주의는 휴머니즘이다⟫(L'existentialisme est un humanisme)는 프랑스의 철학자 장폴 사르트르가 1946년에 출판한 책으로, 제2차 세계 대전 직후에 실존주의가 급속히 보급되었던 시기의 사르트르의 강연과 토론을 수록한 것이다. 사르트르는 이 책에서 전통적인 의미에서 미리 정해져 있는 보편적 본질이 있다는 것을 부정하지만, 인간이 세계 안에서 활동한 타인들 사이에서 살며, 언젠가는 죽는다는 등, 인간의 조건에 필연성과 보편성이 있음을 긍정하고 여기로부터 인간의 모든 기도가 이해 가능한 것이 된다고 보며, 구체적인 보편성은 끊임없는 노력을 통해 구축되어야 한다고 주장한다.
이 책에서 사르트르의 근본적 주장은, 인간에 있어서 실존은 본질에 앞선다는 것이다. 예컨대 도구 등 사물은 예정된 용도나 제조법, 미리 그 본질을 규정하는 개념이 있고 나서 처음으로 제작되고 실제로 존재하게 되는데, 인간은 우선 실존하고 그 후에 자기가 무엇인가를 선택하고 자기의 본질을 만드는 것이다. 이러한 의미에서 인간은 자유로운 주체이며 어떠한 기존(旣存)의 본질에도 기존의 가치에도 의존하지 않는다. 그러나 그는 자유롭게 선택함으로써 선택되는 것의 가치를 스스로 세우기 때문에 만인이 그것을 선택할지도 모르는 것에 대해서 전 책임을 지지 않으면 안 된다. 신과 기성(旣成)의 가치가 없는 것은 인간을 절망시키고 불안하게 만들지만, 이것은 환상을 갖지 않고 행위의 전 책임을 인수하지 않으면 안 된다는 것을 의미한다.